# Welser Industriebahn

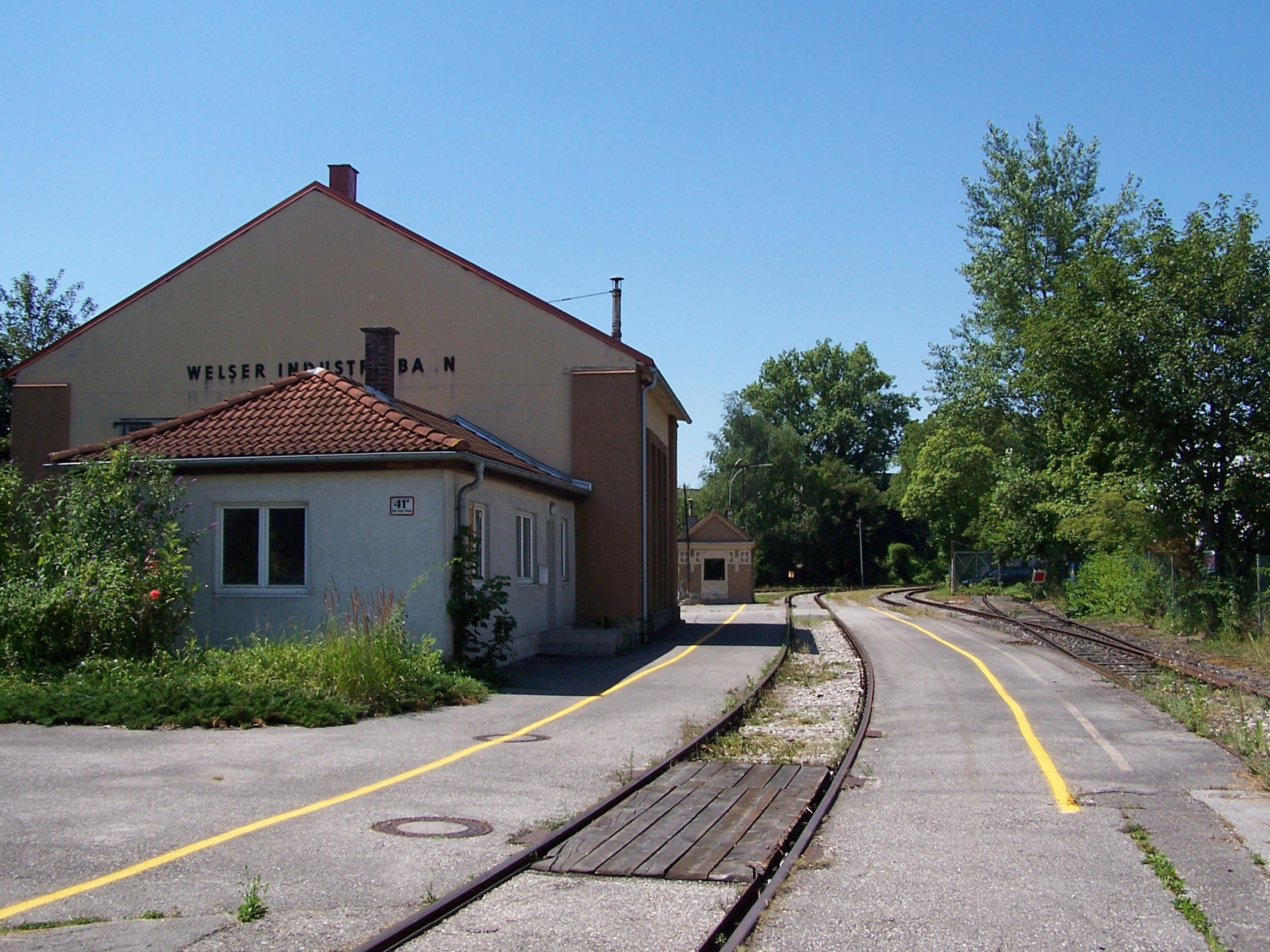
Heizhaus der Welser Industriebahn

Die Welser Industriebahn war eine nichtelektrifizierte Bahnstrecke zum Gütertransport in der oberösterreichischen Stadt Wels.
Sie wurde 1922 eröffnet und bediente das Welser Industriegebiet. 1987 wurde die Bahn von 20 Genossenschaftsmitgliedern gehalten.

## Verlauf
Ihr Gleis zweigte kurz vor dem Welser Hauptbahnhof von der Westbahntrasse aus Richtung Wels-Verschiebebahnhof ab, kreuzte die Dr.-Groß-Straße und verlief weiter Richtung Süden, wo sie das Heizhaus erreichte. Anschließend kreuzte sie die Hans-Sachs-Straße parallel zur ehemaligen Landesfrauenklinik und wenig später die Linzer-Straße. Auf dem heutigen Areal der eww ag trennte sie sich in einen westlichen und einen östlichen Ast. Der westliche Ast verlief parallel zur Wiesenstraße am Lagerhaus vorbei zur Lederfabrik Adler in der Welser Innenstadt. Der östliche Ast kreuzte die Osttangente und endete in der Welser Papierfabrik.

## Heizhaus (Lokschuppen)
Ursprünglich war der Lokschuppen in der Fa. Adler (Adlerhof), (1-gleisig). Am Anfang der 40er Jahre erstand ein Neubau in der Hans-Sachs-Straße, der zuerst auch 1-gleisig war, dann später gegen Ende der 40er Jahre auf 2 Gleise ausgebaut wurde. Ca. 1953 kam noch ein Bürogebäude dazu. Neben dem Lokschuppen befand sich auch eine 8 m lange Gleiswaage.

## Lokomotiven
* Dampflok-22IIC Krauß&C.(bis 1952)

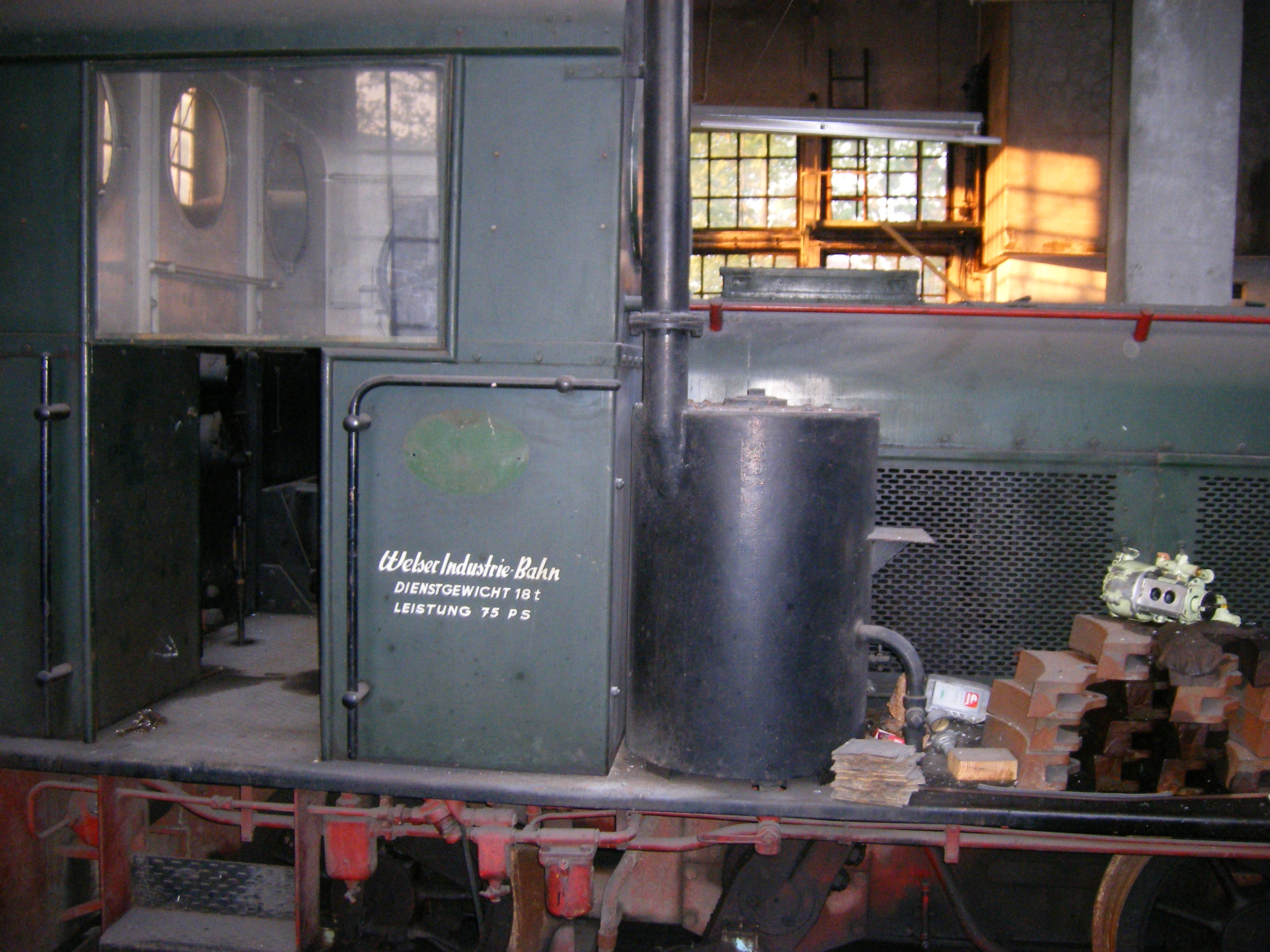
Deutz-Lokomotive der Welser Industriebahn

- Diesellok Jenbach 100-V20 (Nr. 70.502)
- Diesellok Deutz A3M420R (Nr. 33044)

## Betriebe

### Stammstrecke
- Epple-Buxbaum (Landmaschinenerzeuger): Dieses Gleis wurde von der ÖBB bedient und war der Welser Industriebahn nicht angeschlossen, es wurde jedoch dann von der Welser Industriebahn bedient, wenn die ÖBB mangels geeigneter Lokomotiven dieses nicht bedienen konnten.
- Strebelwerk (Heizkessel und Radiatoren), 2 Anschlussgleise.
- Kohlenhandlung Waltl, später verpachtet an Lebensmittelgroßhandlung Stadlbauer, 1 Gleis. Heute Bruckmüller Reifen.
- Mannesmannröhren- und Eisenhandels AG. Röhrengroßlager, 1 Gleis. Heute Technometall.
- Gebrüder Schinninger, (Backofenbau, Schamotte- u. Baustoffwerke), 1 Gleis, Gleismitbenützer Fa. Freimüller. Heute Antik Hesz,
- Culemayergleis (Waggonverladung auf Tieflader für Straßentransport), Gleis wurde 1958 abgetragen.

### Westlicher Ast
- Knorr (Lebensmittelhersteller), im Werk, 2 Parallelgleise und 1 rückläufiges Stumpfgleis. Heute Fa. Landena Wels KG.
- Welser Gaswerk (später E-Werk Wels, heute eww ag) 1 Gleis.
- Fa. Spanblöchl (Seifenwaren) Gleismitbenützung, gegenüber der Firma in der  Wiesenstr. (zwischen E-Werk W. und Lagerhaus).
- Lagerhaus Wels, 2 Gleise u. eigene Gleiswaage südlich vom Silo, und 1 Gleis nördlich v. Silo, in den 90er Jahren wurde das Stammgleis, das einst Richtung Adlerhof verlief, umgelegt zum Lagerhaus Silo „Neu“, links der Wiesenstraße.
- Blum, 1 Gleis (Hutfabrik) bis 1935, später Fa. Roberta Blum, Gleismitbenützer Fa. Intercontinentale, Möbelhaus Maschik, Berufsgärtner- und Saatbaugenossenschaft.
- Eisengroßhandlung Gortana, 1 Gleis.
- Fa. Zelger (Fleischerei) Gleismitbenützung, Wiesenstr. gegenüber der Firma Zelger.
- Fa. Felber Eisen, Gleismitbenützer, Konrad Meindelstr.
- Adler (Lederfabrik), später Adlerhof genannt, mit 2 Gleisen, verpachtet an Lagerhausgenossenschaft, Mitbenützer war auch Fa. Glaserei Pammer

### Östlicher Ast
- Welser Papierfabrik (1978 geschlossen). Im Fabriksgelände teilte sich das Gleis auf 2 Parallelgleise, die wieder zusammenführten und dann auf 4 Stumpfgleise verzweigten.

In der ehemaligen Papierfabrik waren später einige Speditionen untergebracht (Panalpina, Führer& Brandl,Englmayer), eine Recyclingfirma (Walter), und Lutz (Möbelhändler), diese nutzten die Welser Industriebahn weiterhin. Heute Fa. Englmayer.
- Englmayer (Transportunternehmen)
- Jeitler (Landmaschinen)

## Einstellung
Die Strecke zwischen Adlerwerk und Lagerhaus wurde bereits in den 1950er Jahren stillgelegt.
Nach der Schließung der Welser Papierfabrik 1978 wurde der Betrieb mit den Genossenschaftseigenen Loks unrentabel und daher von den ÖBB übernommen. Es gab immer wieder Pläne die Bahn ins Industriegebiet Boschstraße zu verlängern.
In den 2010er-Jahren wurden jedoch die gesamten Gleisanlagen abgetragen.
Daneben existierte in Wels noch eine Betriebsbahn der Firma Fritsch, die mit dem Lokalbahnhof verbunden war und parallel zur Maria-Theresia-Straße verlief.